# 사라시나촌 (야마나시현)
사라시나촌(更科村)은 야마나시현 기타코마군에 있던 촌이다. 현재의 미노부정에 해당한다.

## 역사
- 1889년 7월 1일 - 정촌제 시행에 의해 사라시나촌이 단독으로 지자체를 형성하였다.
- 1933년 7월 1일 - 니라사키정에 편입해 동일 사라시나촌은 폐지되었다.

## 참고문헌
- 角川日本地名大辞典 19 山梨県